# Qualcosa di me che non ti aspetti
Qualcosa di me che non ti aspetti è un singolo della cantautrice italiana Carmen Consoli, pubblicato il 29 ottobre 2021 come secondo estratto dal nono album in studio Volevo fare la rockstar.

## Descrizione
Il testo della canzone è un invito ad essere più filantropi ed empatici verso il prossimo, gettando contestualmente luce su alcune grandi problematiche della società contemporanea, quali la guerra, la fame nel Terzo Mondo e i cambiamenti climatici.
Dal punto di vista musicale il brano, composto in chiave Re maggiore con un tempo di 128 battiti per minuto, presenta un arrangiamento con percussioni e chitarre acustiche unite a sintetizzatori e chitarre elettriche.

## Video musicale
Il video musicale del brano è stato pubblicato il 29 ottobre 2021 attraverso il canale YouTube di Carmen Consoli. Si tratta di un video lyric animato, nel quale il testo del brano scorre tra immagini realizzate in stile cartone animato, come in un diario che man mano si riempie. È stato realizzato da Roberto Biadi.

## Tracce
Testi e musiche di Carmen Consoli.
1. Qualcosa di me che non ti aspetti – 4:00

## Formazione
Crediti tratti dall'edizione LP dell'album.
- Carmen Consoli – voce, chitarra acustica, cori
- Toni Carbone – basso
- Massimo Roccaforte – chitarre elettriche
- Elena Guerriero – synth, hammond, tastiere, beep machine
- Antonio Marra – batteria, percussioni